# Épidémie de choléra
Pour des articles plus généraux, voir Épidémie et Choléra.

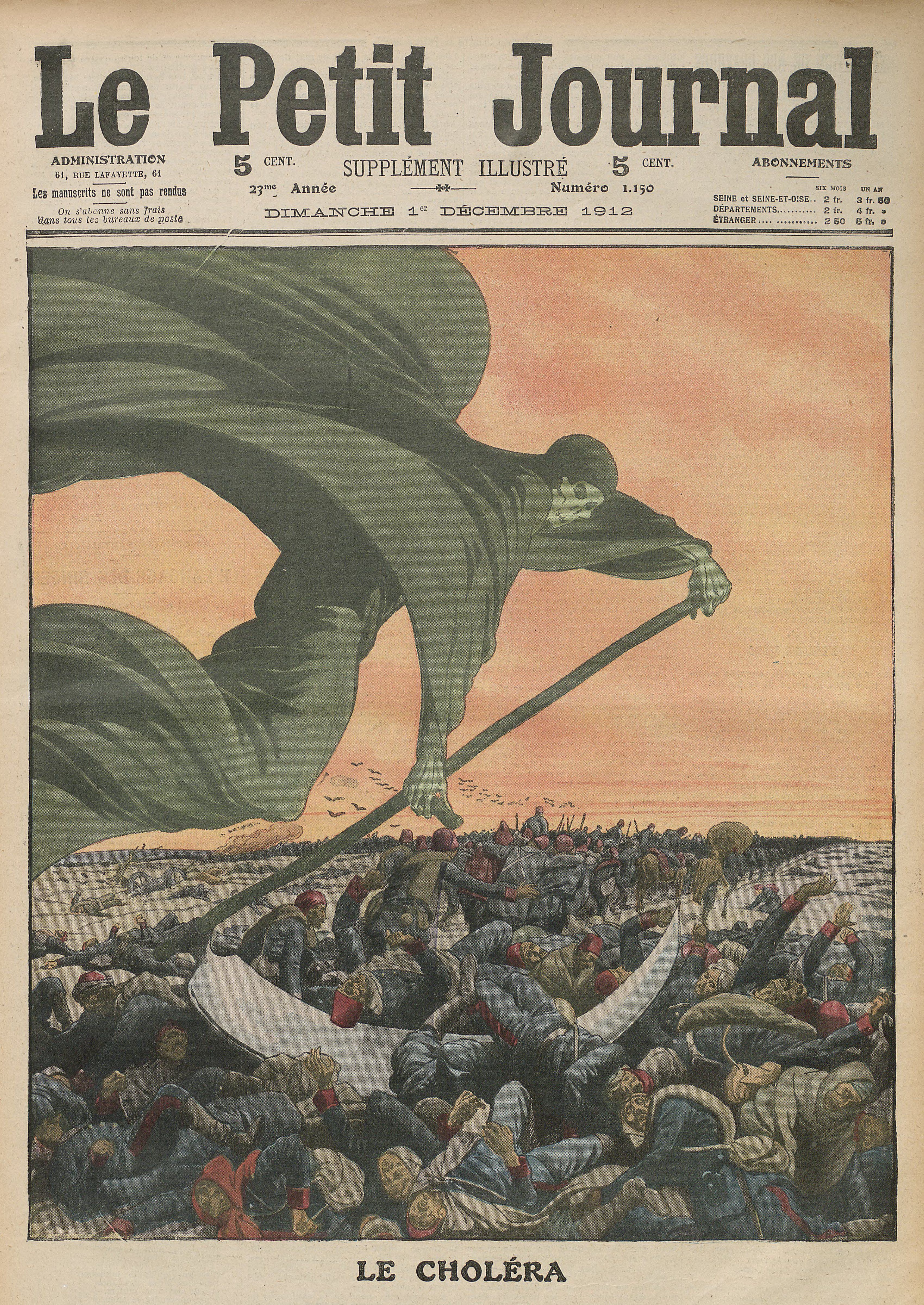
Le choléra en Russie, vu par Le Petit Journal supplément illustré du 1er décembre 1912.

Le choléra est une maladie strictement humaine, elle se manifeste par des diarrhées gravissimes entraînant une déshydratation rapide, souvent mortelle en l'absence de traitement. Elle se transmet par voie digestive en étant provoquée par l'ingestion de Vibrio cholerae.
La maladie peut se présenter sous une forme endémique ou épidémique. Elle est endémique quand elle réapparaît régulièrement dans une même région (Asie du sud, Afrique centrale). Elle est épidémique quand elle survient de façon imprévisible dans des régions jusque-là indemnes. Elle est pandémique quand elle touche plusieurs continents.
La France fut touchée par la deuxième pandémie de choléra au printemps 1832, après la Russie en 1828, la Pologne, l'Allemagne, la Hongrie en 1831, Londres début 1832. Ainsi en juin 1831, Casimir Perier, inquiet de la progression européenne de la maladie décrète des mesures de police sanitaire en réactivant, entre autres, les dispositions de la loi de 1822 sur les contrôles sanitaires aux frontières. Puis la France est encore touchée en 1854 avec la troisième pandémie, qui fait 143 000 morts sur l'ensemble du territoire.

## Les différentes pandémies

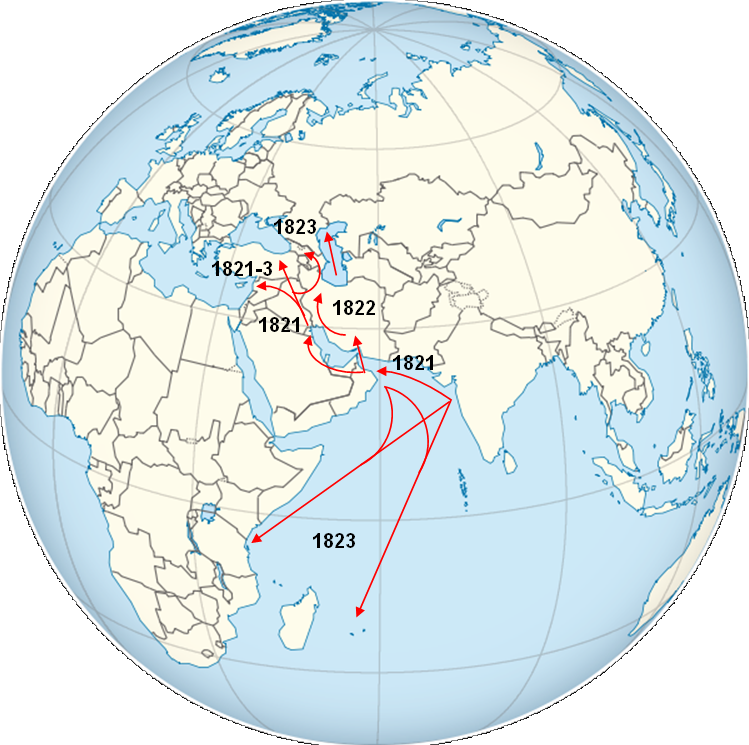
La première pandémie de choléra, extensions vers l'ouest.

Le delta du Gange est considéré comme le foyer originel et historique du choléra, à forte densité humaine, avec une économie agricole basée sur l'utilisation d'engrais humain (péril fécal). Le choléra y reste endémique de façon permanente, c'est-à-dire qu'il se produit un équilibre instable entre infections (cas sporadiques) et immunité des populations. Les jeunes enfants sont le plus souvent touchés. Quand l'immunité collective baisse (nouvelles générations ou nouveaux arrivants), les cas de choléra augmentent et inversement. Ce cycle peut être influencé par les saisons et le régime des pluies qui rythment les activités humaines.
Jusqu'au Moyen Âge, le choléra est resté cantonné en Asie du Sud. La première description historique par un Européen est faite en 1503 par un officier de Vasco de Gama, qui décrit une épidémie de diarrhées cataclysmiques rapidement mortelles (en huit heures) et provoquant 20 000 morts à Calicut (Inde). L'arrivée de plus en plus fréquente d'Européens (Portugais, puis Hollandais, Français et Anglais) et de leurs vaisseaux au long cours facilite la diffusion de la maladie dans tous les pays limitrophes de l'Inde.
Limitées initialement à l'Asie (Inde, Chine et Indonésie), les épidémies se développent au XIXe siècle en véritables pandémies qui atteignent le Moyen-Orient, l'Europe et les Amériques. La puissance du choléra est démultipliée par le passage de la marine de la voile à la vapeur, et par l'arrivée du chemin de fer.
Sept pandémies sont recensées :

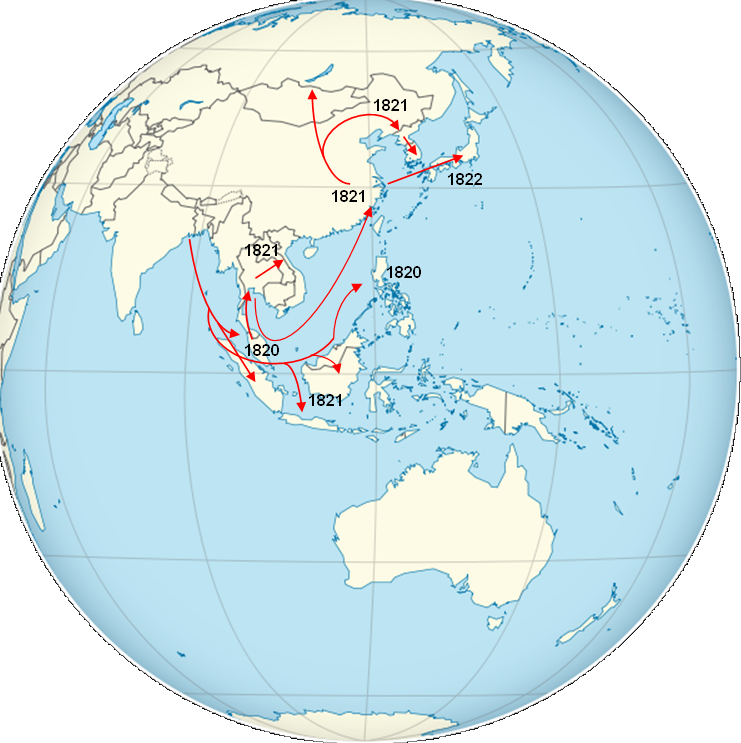
La première pandémie de choléra, extensions vers l'est.

- 1re pandémie (1817-1824) : elle débute à Calcutta et frappe tout l'Extrême-Orient, ainsi que l'Afrique orientale. À partir de 1823, elle touche l'Asie mineure.
- 2e pandémie (1829-1837) : elle repart du Bengale jusqu'à la Perse et la mer Caspienne, pour se diriger vers Moscou et Varsovie. Dans le même temps, elle se propage à partir de la Mecque vers l'Égypte puis l'Europe (Paris et Londres en 1832, l'Italie en 1835-1837[6]), et enfin l'Amérique du Nord, et l'Amérique centrale (Cuba, Mexique). En France, la quasi-totalité du territoire national est touchée et l'épidémie fait environ 102 000 morts[7]. Parmi les victimes figurent le président du Conseil, Casimir Perier et le général Lamarque, opposant républicain au régime de Juillet.
- 3e pandémie (1840-1860) : Elle repart de l'Inde, avec les troupes britanniques en Afghanistan et en Chine. À l'ouest elle touche le Maghreb (en particulier l'Algérie) puis l'Europe. Elle se produisit en deux vagues et fit plus d'un million de morts en Russie. Elle touche la France en 1854 (143 000 morts); puis l'Amérique du Nord, y compris la Californie.
- 4e pandémie (1863-1875) : elle touche l'Europe du Nord, la Belgique en 1866, puis la France, l'Afrique du Nord, La Mecque et l'Amérique du Sud.
- 5e pandémie (1881-1896) : l'épidémie se diffuse à partir de l'Inde vers l'est et l'ouest sur plusieurs continents. Koch identifie le vibrion du choléra.
- 6e pandémie (1899-1923) : à partir de l'Asie, l'épidémie se répand en Russie et de là en Europe centrale et occidentale, mais elle n'atteint pas les Amériques.

Les six premières pandémies présentent des caractéristiques communes : elles sont toutes causées par le vibrio choleræ décrit par Koch en 1884, et leur origine est au Bengale.
En 1937, puis en 1957, on constate de petites épidémies en Indonésie (iles de Célèbes) dues à une souche particulière dite El Tor découverte en 1905, jusqu'alors considérée comme bénigne.
- 7e pandémie est toujours en cours[8] : due à la souche El Tor, elle part de l'Indonésie en 1961, envahit l'Asie (1962), puis le Moyen-Orient et menace l'Europe (1965), et s'étend ensuite en 1970 au continent africain. En quelques années, la nouvelle souche a remplacé la souche classique. El Tor est moins virulente mais plus apte à survivre dans l'environnement et sa diffusion mondiale emprunte probablement les voyages aériens. En 1991 elle touche l'Amérique latine, principalement le Pérou.

C'est en Afrique, où le choléra sévit désormais de façon endémique, que la situation est la plus préoccupante aujourd'hui. L'Afrique a remplacé l'Asie comme pourvoyeur de choléra dans le monde. Une importante épidémie a touché l'Afrique de l'Est (Kenya, Tanzanie, puis Madagascar en passant par l'Union des Comores) en 1998-1999.
Depuis 1992, un nouveau variant, dérivé de El Tor, est apparu au Bangladesh et en Inde, il s'agit de V. choleræ O139 qui donne des formes plus sévères, faisant craindre une 8e pandémie. Mais ce nouveau variant est resté cantonné en Asie.
En 2010, une épidémie de choléra touche Haïti. Elle dure presqu'une décennie entière et se termine en 2018.
En 2024, une épidémie de choléra touche la région française de Mayotte.

## Facteurs épidémiques
Outre les vibrions, ce sont l'homme, l'eau et les aliments.

### L'homme
L'homme infecté est le principal réservoir de vibrions, il peut être asymptomatique (sans aucun symptômes), malade, convalescent ou guéri (porteurs sains, parfois sur plusieurs mois). Les vibrions colonisent les intestins, mais ne pénètrent pas dans le reste de l'organisme. Ils sont évacués par les selles et les vomissements, et moins souvent par la sueur. Le contact des cadavres morts de choléra est très dangereux (toilette du mort, funérailles). Les vibrions peuvent survivre plusieurs jours dans les déjections humides et la sueur humaine.

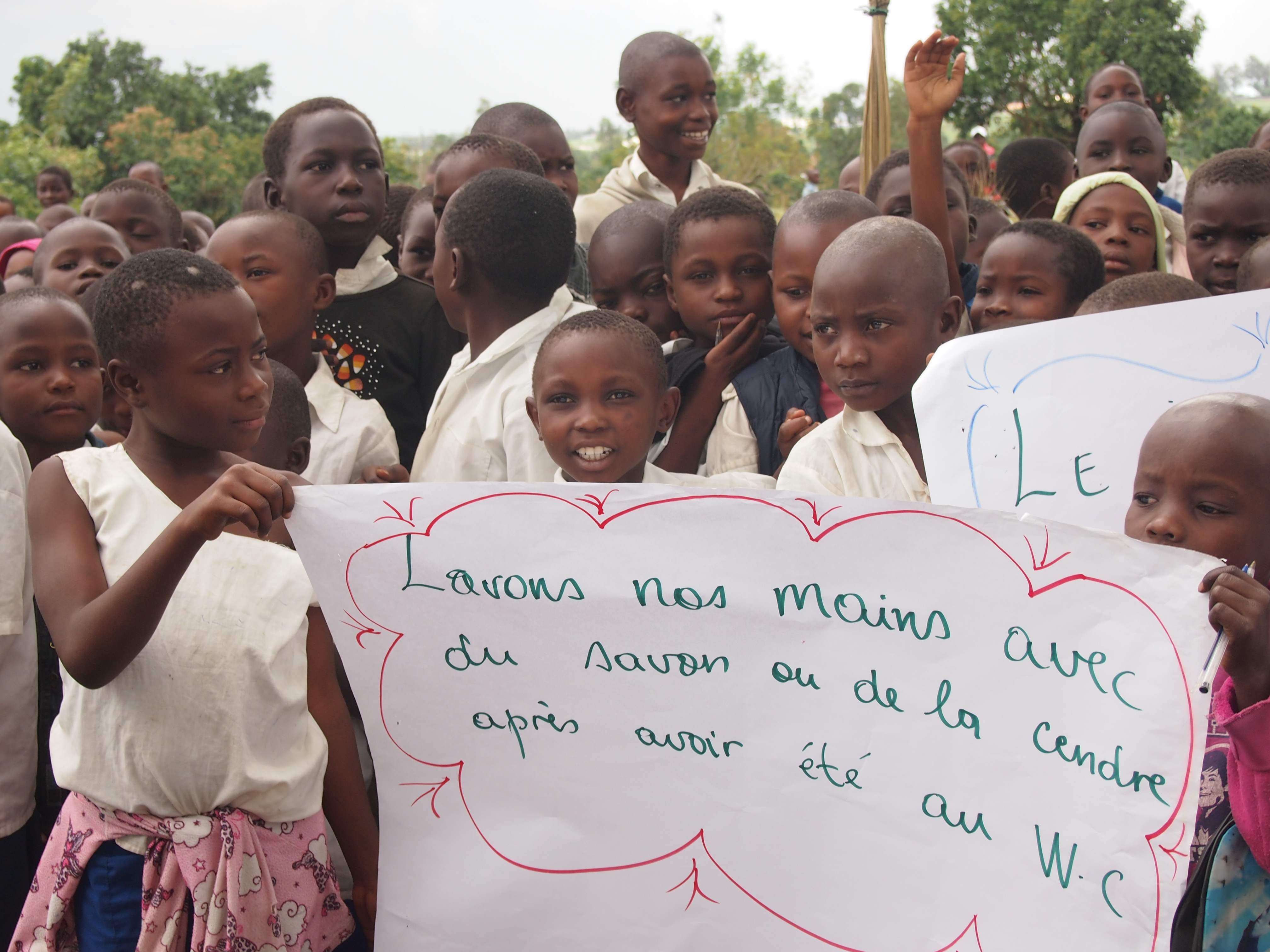
Campagne scolaire de prévention contre le choléra, République démocratique du Congo, 2012.

Les épidémies sont favorisées par la surpopulation ou les grands rassemblements, la rapidité et l'intensité des voyages et des déplacements, militaires, commerciaux, touristiques, religieux (pèlerinages).
Le choléra est alors une maladie des mains sales, l'homme s'infecte en touchant des endroits de contact (poignée de porte des toilettes, poignée de chasse d'eau), puis en portant ses doigts à sa bouche ou à des aliments. La maladie peut se transmettre par des personnes infectées faisant la cuisine (préparation d'aliments crus). La transmission par la sueur est possible dans les rassemblements étroits (fêtes, festivals, funérailles, etc.).
En principe, les épidémies de choléra ne peuvent pas se développer dans les milieux où les règles élémentaires d'hygiène sont respectées (hygiène personnelle, alimentaire et des sanitaires). Le choléra peut survenir au cours de déplacements à hygiène précaire, lors de séismes, d'inondations, de famines ou de guerre (pas d'accès à l'eau potable, absence de toilettes correctes).
Une immunité naturelle s'acquiert rapidement en quelques jours, mais elle disparait en moins de 3 mois. Un même individu peut contracter plusieurs fois le choléra, mais pas lors d'une même épidémie.

### L'eau
L'eau est le réservoir permanent des vibrions, en particulier les eaux saumâtres (delta, lagon…) et les eaux côtières (riches en plancton, algues, plantes aquatiques…) Les vibrions pourraient se multiplier selon la pluviométrie. Les rivières peuvent être contaminées quand elles servent de tout-à-l'égout, de même les zones côtières dépourvues de stations d'épuration des eaux usées. Ces eaux usées peuvent être contaminantes quand elles sont utilisées en eau d'arrosage pour cultures maraîchères (fruits et légumes), de même pour l'eau contaminée utilisée en bloc de glace (conservation d'aliments) ou en glaçons (rafraîchissement de boissons).
Pour se développer en milieu aquatique, les vibrions ont besoin de conditions nutritionnelles, de pH, de température, etc. Quand ces conditions ne sont pas réunies, les vibrions prennent un état « dormant », une forme incultivable. Quand les conditions sont favorables, les vibrions reprennent leur forme active.
Des épidémies de choléra peuvent survenir en zone sèche et aride. C'est particulièrement le cas en Afrique. La transmission est alors seulement interhumaine (déjections et sueur). L'épidémie est alors explosive, meurtrière mais diminue rapidement pour disparaître, et réapparaître plus tard de façon imprévisible.

### Les aliments
Les aliments sont contaminés de deux façons : externe par les mains sales ou par l'eau contaminée, interne lorsqu'ils sont contaminés eux-mêmes dès le départ.
Les aliments contaminés par voie interne sont les fruits de mer, les coquillages (huîtres, moules, palourdes, clovisses qui filtrent l'eau contaminée et concentrent les vibrions), les crustacés (crabes et crevettes, les vibrions adhèrent à la chitine des carapaces) et les poissons pêchés en eau contaminée.
Seuls sont dangereux les aliments mangés crus ou insuffisamment cuits. Le vibrion est détruit à 70°, mais il peut survivre dans la chair de crabe cuits à la vapeur pendant 25 minutes ou bouillis pendant 8 minutes. Le risque alimentaire peut varier selon de nombreux facteurs (dose infectante, température, acidité ou teneur en eau de l'aliment). Ainsi le vibrion est vulnérable à l'acidité, un même aliment contaminé est moins dangereux avec une sauce tomate (pH acide) qu'avec une sauce d'arachide (pH neutre).
Les aliments à risques sont ceux préparés à la maison ou par petits traiteurs artisanaux (marchés, marchands ambulants), mais une contamination industrielle est possible quand les produits de base sont importés de pays à risque.
Les mouches et les insectes (blattes, cafards) peuvent jouer un rôle de contamination des aliments, mais uniquement par transport passif à courte distance (des toilettes à la cuisine par exemple).

## Épidémies récentes de la7epandémie
La 7e pandémie progresse en 3 étapes. De 1961 à 1966, elle s'étend rapidement d'est en ouest de l'Indonésie à l'Irak, en passant par le Bengale. En 1970-1971, elle menace l'Europe et touche l'Afrique (29 pays atteints en 2 ans), où elle demeure à l'état endémique jusqu'à aujourd'hui. En 1991, elle touche le Pérou, puis l'Amérique latine en menaçant l'Amérique du Nord.

### Pérou 1991

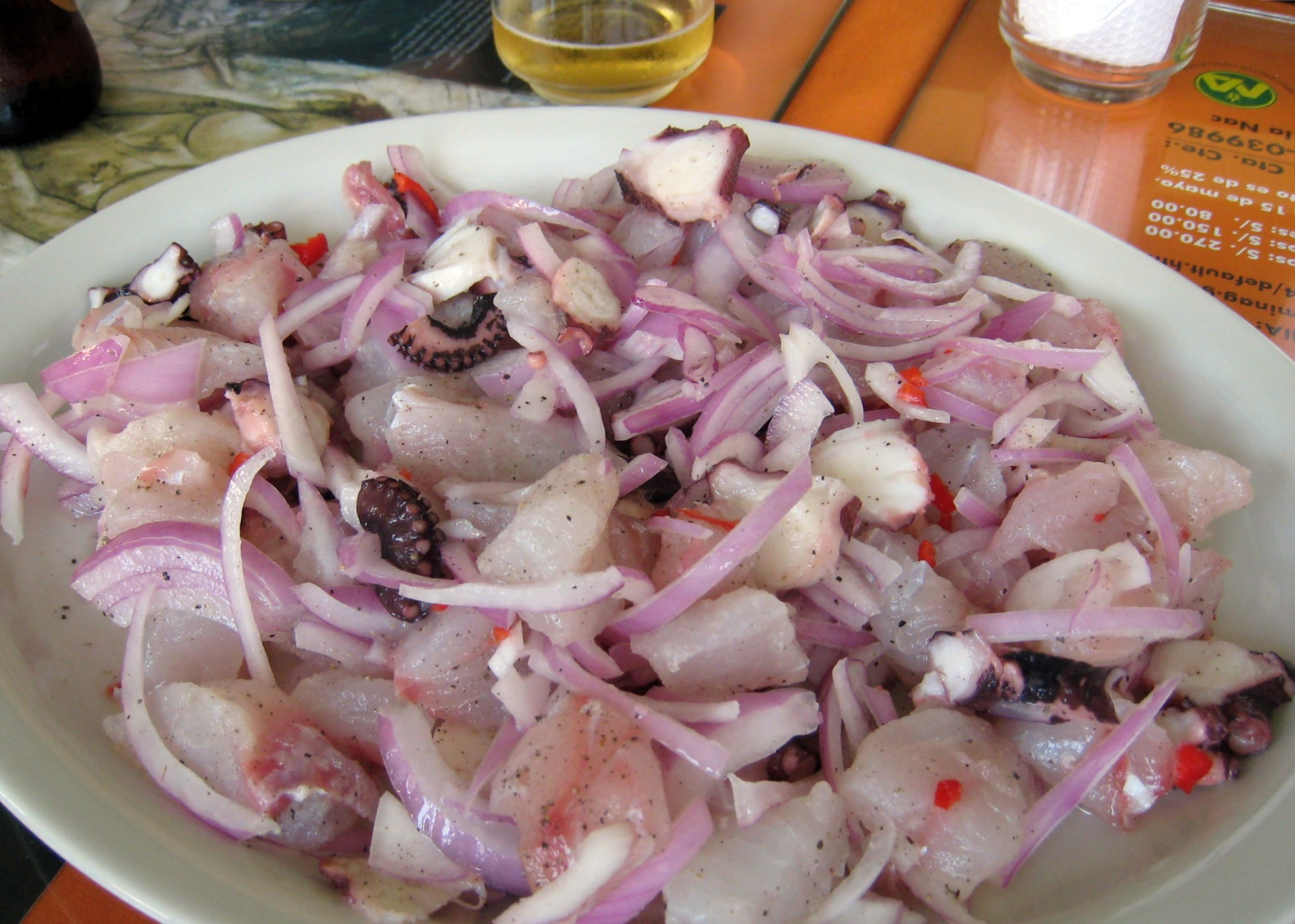
Ceviche ou salade à base de poissons crus, un plat national du Pérou.

Le choléra était absent des Amériques depuis plus d'un siècle. Des cas de choléra apparaissent dans un petit village côtier fin janvier 1991. En quelques jours, les premiers foyers se multiplient, parfois distants de plusieurs centaines de kilomètres. Il s'agit de villages côtiers ou proches d'un port, dépourvus d'égouts, sans hygiène fécale individuelle, et mal alimentés en eau potable.
Lima (7 millions d'habitants) est touchée dès le début février. Les études épidémiologiques confirment que l'épidémie a été propagée par les fèces et les mains sales, ainsi que par l'eau. La base de l'alimentation des habitants de Lima est le cebiche ou ceviche (poisson cru mariné au jus de citron) vendu par des marchands ambulants, et qui se retrouve infecté.
En 8 mois, 1 % de la population du Pérou (22 millions d'habitants) est atteinte du choléra (265 000 cas déclarés). C'est alors la plus grande épidémie de choléra des temps modernes. Moins d'un pour cent des malades sont décédés, cette faible létalité est attribuée au programme mondial (OMS) de lutte contre les maladies diarrhéiques qui avait été adopté par le Pérou en 1986. Ce programme consistait à mettre à disposition des solutions de réhydratation orale, à réagir rapidement par l'épidémiologie de terrain, en mettant l'accent sur la surveillance et l'éducation. Ce programme a pu éviter des mesures inutiles ou coûteuses, comme les quarantaines, les cordons sanitaires, les interdictions commerciales, les vaccinations ou les traitements prophylactiques de masse.

### Mayotte 1998
Une épidémie de choléra en provenance d'Afrique de l'est s'installe dans la région. En deux ans, Madagascar compte 33 000 cas et 1900 décès ; la Grande Comore 10 800 cas et 120 décès ; l'ile d'Anjouan 2900 cas et 102 décès. Ces épidémies sont favorisées par un assainissement médiocre, des systèmes de santé dégradés, et des problèmes politiques et socio-économiques.
L'ile de Mayotte (131 000 habitants en 1997) était donc exposée par sa proximité géographique et les mouvements de populations entre les iles. Si 96 % des habitants ont accès à l'eau potable, seuls 66 % ont accès à des latrines, le plus souvent sans fosse septique. Toutefois l'ile bénéficie de 2 hôpitaux et de 19 dispensaires de médecine préventive et curative (au moins un par commune).
En 2 ans, 10 cas de choléra sont survenus à Mayotte, dont 6 cas importés et 4 cas autochtones. L'absence de flambée épidémique pourrait s'expliquer par l'accès à l'eau potable, la chloration des points d'eau suspects, la rapidité des enquêtes et des interventions, la prise en charge précoce des cas et leur isolement. En plus des mesures d'assainissement nécessaires, le gouvernement français a décidé, en accord avec l'OMS, une campagne de vaccination anticholérique de la population de l'île par un nouveau vaccin oral.

### Haïti 2010
En 2008, Haïti comptait près de 10 millions d'habitants, dont 63 % ayant accès à l'eau potable, et seulement 17 % disposant de toilettes adéquates. Le pays était indemne de choléra depuis le XIXe siècle. Dans ce cadre survient alors le séisme de 2010 en Haïti, dont l'épicentre se situe près de la capitale Port-au-Prince. Ce séisme entraine la destruction d'une partie du réseau d'eau existant, ainsi que le déplacement de 2,3 millions de réfugiés, appauvris et dénutris, rassemblés dans des camps insalubres.
9 mois plus tard, les premiers cas de choléra apparaissent dans le département de l'Artibonite, où l'on isole, en octobre 2010, le Vibrio cholerae sérogroupe O1 serotype Ogawa.  L'enquête épidémiologique de ces premiers cas révèle que plus des 2/3 des patients résident ou travaillent dans des rizières sur les berges du fleuve Artibonite, qu'ils en boivent l'eau sans chloration, et défèquent en plein champ. En quelques semaines, tous les départements d'Haïti sont touchés. La situation est aggravée par l'arrivée de l'Ouragan Thomas. Au 3 décembre 2010, on compte 91 000 cas de choléra dont 2 071 décès, soit un taux de létalité de 2 à 3 %. Pour de nombreux décès (hors structures sanitaires), la mort est survenue en quelques heures (en bonne santé le matin, décès par déshydratation dans l'après-midi, par diarrhées pouvant faire perdre jusqu'à plus de 15 litres d'eau). Le choléra non traité est l'une des maladies infectieuses les plus rapidement mortelles.

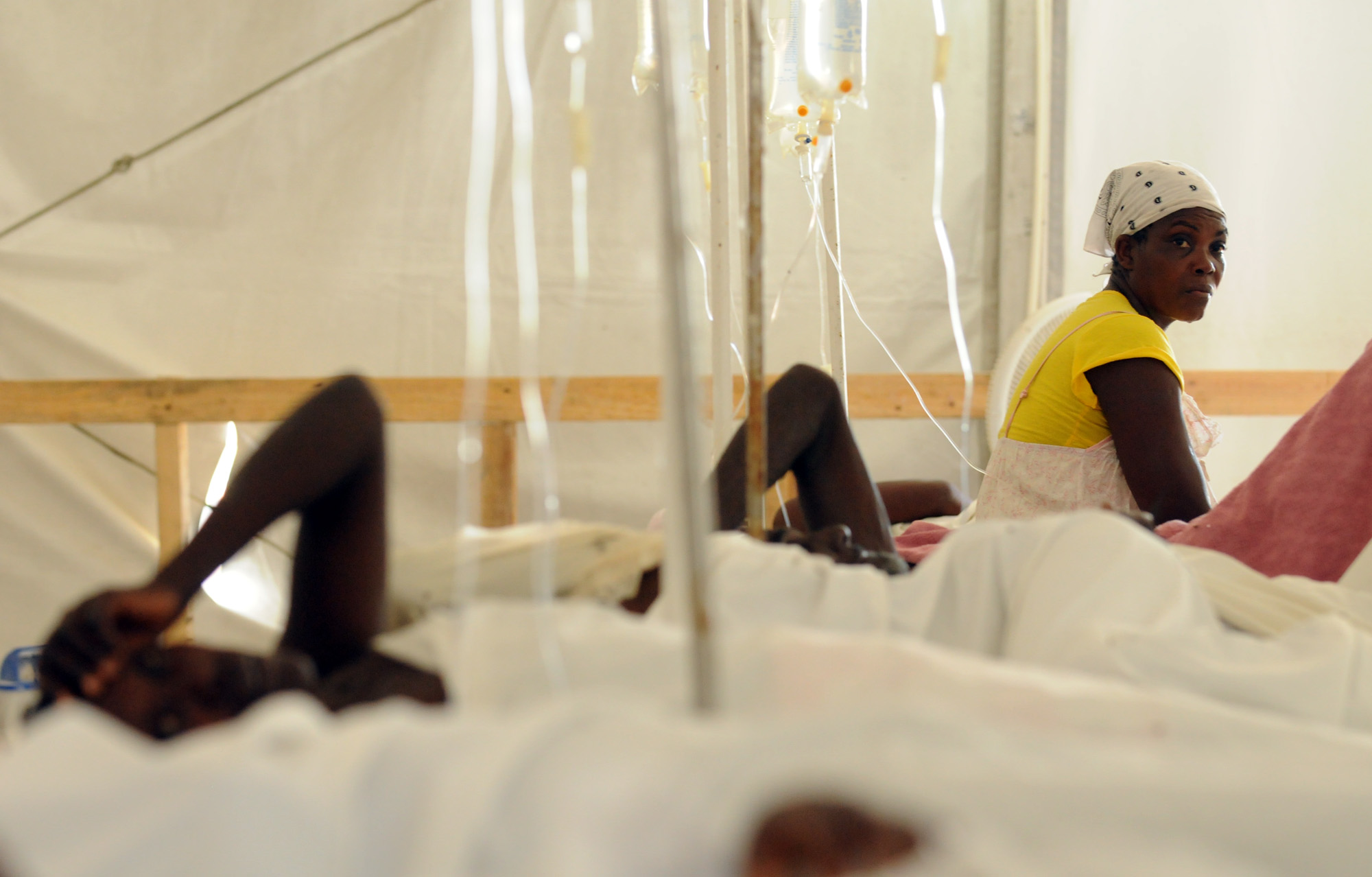
Centre de traitement du choléra de Mirebalais (Haïti), janvier 2011.

L'épidémie d'Haïti apparait comme plus rapide, plus massive et plus grave que celle du Pérou en 1991. On compte au total (au 15 août 2015), plus de 745 000 cas (57 % hospitalisés) et 8 965 décès, ce qui en fait la plus grave épidémie depuis le début du XXe siècle. Elle reste en phase d'endémie avec des risques de flambées, bien que le nombre de nouveaux cas se soient nettement réduit.
Un plan national d'élimination du choléra a été lancé en 2012 par le Gouvernement haïtien, c'est un plan décennal (2012-2022) d'amélioration des infrastructures de traitement des eaux et d'apports en eau potable, mais il faudra plusieurs décennies pour obtenir un système moderne de gestion de l'eau. Le pays doit se battre sur deux fronts, à long terme (hygiène de l'eau à l'échelle nationale) et à court terme (riposte rapide à l'échelle locale contre d'éventuelles flambées de choléra).
En 2016, la survenue de l'ouragan Matthew entraine la réactivation de l'aide humanitaire. Au même moment, le secrétaire général de l'ONU formule des excuses au peuple haïtien, reconnaissant le rôle des casques bleus népalais lors du départ épidémique de 2010. Les actions de riposte rapide sur les foyers locaux et résiduels font chuter les cas de choléra : 41 421 cas en 2016, 13 681 en 2017, 3 777 en 2018.
En 2019, après la saison chaude et pluvieuse, plus aucun cas de choléra n'est retrouvé en Haïti. Selon les critères de l'OMS, il faut attendre trois ans avant de parler d'élimination. Selon l'épidémiologiste Renaud Piarroux, il s'agit d'une mesure politique de précaution : maintenir la lutte pour limiter le risque de réémergence, et après plusieurs mois, on  peut parler de « surprenante disparition du choléra en Haïti ».
Si la fin de l'épidémie est confirmée, la théorie dominante pessimiste environnementale (le choléra comme maladie d'origine sporadique locale, aquatique et climatique, nécessitant une gestion moderne de l'eau) serait alors mise en défaut. Il est possible d'éliminer le choléra, même dans le contexte haïtien actuel (pauvreté et manque d"infrastructures), par des actions rapides locales de soins, d'éducation et de neutralisation des sources de contamination éventuelles.

### Yémen 2016
Le Yémen, en proie à une guerre civile depuis 2011, connait à partir de fin 2016 une épidémie de choléra de très grande ampleur. En 2019, le Yémen représentait à lui seul 93% des cas de choléra dans le monde. Il est estimé que plus d'un million de personnes ont contracté le choléra et que 3000 en sont mortes. La plupart des victimes sont des enfants atteints de malnutrition.

### Afrique australe 2022
En 2022, une épidémie de choléra touche l'Afrique australe, et tout particulièrement le Malawi. Dans ce pays, plus de 1200 personnes sont mortes du choléra au cours de l'année.